# 노세가와촌
노세가와촌(일본어: 野迫川村)은 일본 나라현 남서부 요시노군의 촌이다.

## 지리
나라현 남서부에 위치하고 나쓰무시산(1349m), 오바코산(1344m), 아라카미산(1260m) 등 기이산지 서부의 산괴에 둘러싸인 산 속 깊은 마을이다. 마을 내의 강으로는 이케쓰강, 기타마타강, 유미테하라강 등이 있고 도쓰강과 합류해 구마노강이 되어 태평양으로 흘러든다.
기후는 산악 기후에 가까워 여름은 냉량해 피서에 적절하고 겨울은 대단히 한랭하며 강설량도 많아 "나라현의 홋카이도"로 불리기도 한다. 마을 내의 가주지 면적 비율은 2.1%이며, 이것은 일본의 자치체 중 가장 낮다.

## 역사
에도 시대에는 기슈번에 놓여 있었고 고조 대관소의 관할 하에 있었다. 메이지 시대에 들어와 나라현 요시노군에 편입되었다.

## 교통

### 도로
- 국도 제371호선 (일본)(일본어판)